# Trogloglyphus balazsi
Trogloglyphus balazsi är en mångfotingart som beskrevs av Imre Loksa 1960. Trogloglyphus balazsi ingår i släktet Trogloglyphus och familjen Glyphiulidae. Inga underarter finns listade i Catalogue of Life.